# 11-я воздушная армия (США)
11-я воздушная армия (англ. Eleventh Air Force) — основное подразделение Военно-воздушных сил США в зоне северного Тихого океана. Командующий армией является одновременно начальником Аляскинского командования ВС США и Аляскинской зоны Командования воздушно-космической обороны. Штаб-квартира — на объединённой базе «Эльмендорф-Ричардсон» в Анкоридже, штат Аляска.
Одиннадцатая армия является главным объединением ВВС США в зоне северного Тихого океана. Также, авиабаза 11-й армии «Эйельсон» является ближайшим к России крупным военным аэродромом. В обязанности армии входит, в числе прочего, патрулирование района Берингова моря, радиолокационное наблюдение за востоком России и перехват российских самолётов.

## Состав

### Регулярные подразделения
- 3-е крыло является крупнейшим объединением в составе 11-й армии, базируется на Объединённой базе «Эльмендорф-Ричардсон». Основная задача — защита интересов США в Азиатско-тихоокеанском регионе.
- 354-е истребительное крыло — учебно-тренировочное соединение в составе 11-й армии, базируется в Эйельсоне. Готовит, главным образом, пилотов для штурмовиков A-10 Thunderbolt и истребителей-бомбардировщиков F-16. Самое «северное» из всех подразделений ВВС США.
- 611-й центр воздушно-космических операций — 5 эскадрилий прямого подчинения командованию НОРАД. Базируется на Объединённой базе «Эльмендорф-Ричардсон».
- 611-я группа воздушной поддержки — две эскадрильи самолётов поддержки, в том числе радиолокационного наведения.
- Командование противоракетной обороны
- Военно-транспортное звено

### ВВС Национальной гвардии Аляски
- 168-е крыло самолётов-заправщиков
- 176-е авиационное крыло